# Línia 6 (Regional País Valencià)
La línia 6 de Renfe Mitjana Distància al País Valencià uneix l'Estació del Nord amb Saragossa.